# William Ball (Politiker)
William Ball (* 3. April 1830 in New York; † 28. August 1902) war ein US-amerikanischer Politiker. Zwischen 1889 und 1891 war er kommissarischer Vizegouverneur des Bundesstaates Michigan.

## Werdegang
William Ball besuchte das Albion College und studierte danach an der University of Michigan in Ann Arbor. Danach arbeitete er zehn Jahre lang als Lehrer in Michigan. Außerdem erwarb er größere Ländereien, die er bewirtschaftete. Er wurde Mitglied und einer der Direktoren der Agricultural Society of Michigan. Außerdem fungierte er als einer der Direktoren der Central Michigan Agricultural Association und als Präsident der Michigan Live Stock Association. Überdies war er Mitglied bzw. Direktor verschiedener anderer landwirtschaftlicher Organisationen seiner Heimat.
Politisch war Ball zunächst Mitglied der Whig Party. Nach deren Auflösung schloss er sich der damals neuen Republikanischen Partei an. 1872 wurde er Schulrat in seinem Heimatbezirk. Zwischen 1864 und 1868 sowie im Jahr 1880 gehörte er dem Repräsentantenhaus von Michigan an. Danach wurde er in den Staatssenat gewählt. Im Jahr 1889 war er als President Pro Tempore dessen Vorsitzender. Nach dem Tod von Vizegouverneur James H. MacDonald wurde Ball als President Pro Tempore des Staatssenats kommissarischer Vizegouverneur von Michigan. Dieses Amt bekleidete er zwischen 1889 und 1891. Dabei war er Stellvertreter des Gouverneurs und offizieller Vorsitzender des Senats. Im Jahr 1890 kandidierte er erfolglos für das Repräsentantenhaus der Vereinigten Staaten. Er starb am 28. August 1902. Mit seiner Frau Catherine Powers Ball hatte er drei Kinder.